# Stefan Schröder (Eishockeyspieler)
Stefan Schröder (* 16. November 1981 in Starnberg, Bayern) ist ein ehemaliger deutscher Eishockeyspieler, der seine Karriere nach der Saison 2007/08 beim EHC München beendete.

## Karriere
Der 1,80 m große Stürmer begann seine Profikarriere beim EC Bad Tölz, für die er in der Saison 1997/98 seine ersten Zweitligaspiele absolvierte. 1999 wechselte der Linksschütze in die Organisation der Adler Mannheim, wo er bei den Jungadlern, dem Juniorenteam der Adler in der Oberliga, eingesetzt wurde. Für die Profis absolvierte Schröder noch im selben Jahr seinen ersten Einsatz in der DEL.
2000 unterschrieb der Angreifer einen Vertrag bei den München Barons, von denen er vor allem bei deren Kooperationspartner und seinem Heimatverein EC Bad Tölz in der 2. Bundesliga eingesetzt wurde. Nach dem Umzug des Franchise nach Hamburg stand Schröder für das neue Team, die Hamburg Freezers, in der DEL auf dem Eis. In der Saison 2004/05 spielte der Stürmer bei den Krefeld Pinguinen, über den Zweitligisten EHC Freiburg gelangte er schließlich 2006 zu seinem letzten Verein EHC München, bei dem er nach der Saison 2007/08 seine Karriere beendete.

### International
Für die Deutschen Juniorennationalmannschaften absolvierte Stefan Schröder die U18-Weltmeisterschaft 1999 sowie die U20-WM 2001. In elf Juniorenländerspielen erzielte er dabei ein Tor und einen Assist.

## Karrierestatistik
(Legende zur Spielerstatistik: Sp oder GP = absolvierte Spiele; T oder G = erzielte Tore; V oder A = erzielte Assists; Pkt oder Pts = erzielte Scorerpunkte; SM oder PIM = erhaltene Strafminuten; +/− = Plus/Minus-Bilanz; PP = erzielte Überzahltore; SH = erzielte Unterzahltore; GW = erzielte Siegtore; 1 Play-downs/Relegation; Kursiv: Statistik nicht vollständig)

1) inklusive Vorgängerliga „1. Liga“